# Araneus margitae
Araneus margitae là một loài nhện trong họ Araneidae.
Loài này thuộc chi Araneus. Araneus margitae được Embrik Strand miêu tả năm 1917.